# Joseph Charles Alexandre d'Anterroches
Joseph Charles Alexandre d'Anterroches, né le 3 mai 1710 à Murat et mort le 29 août 1785 à Brioude, est un officier français qui fut colonel lors de la bataille de Fontenoy. 

## Biographie
Joseph Charles Alexandre d'Anterroches fut gentilhomme à drapeau en 1728, lieutenant de grenadiers le 30 août 1744, capitaine d'une compagnie de grenadiers le 21 janvier 1759, brigadier le 19 février suivant et maréchal de camp le 25 juillet 1762.
Il épousa le 1er août 1729 Louise Marthe d'Erlach. Le contrat de mariage fut cosigné par le roi Louis XV,.
Il est connu pour avoir adressé par galanterie aux Anglais la citation « Messieurs les Anglais, tirez les premiers » lors de la bataille de Fontenoy, le 11 mai 1745, ce à quoi les Anglais répondirent « nous n'en ferons rien ».
Il lui est également attribué la citation d'« impossible n'est pas français » lors du siège de Maastricht,,.

## Décorations et reconnaissance
Il est titulaire de l'Ordre royal et militaire de Saint-Louis.

## Anecdote
Sa citation « Messieurs les Anglais, tirez les premiers » fut popularisée et détournée par de nombreux médias en « messieurs les Anglais tirez-vous les premiers » pour faire référence aux résultats du référendum sur le « Brexit »,,,,,,,,,.

## Pour approfondir